# Bishop Briggs
Sarah Grace McLaughlin (nascida em 18 de julho de 1992), mais conhecida como Bishop Briggs, é uma cantora e compositora britânica. Seu single "River" foi o hit número três na parada americana de música alternativa e ela lançou seu álbum de estréia Church of Scars em 20 de abril de 2018.

## Infância e Adolescência
Sarah Grace McLaughlin nasceu em Londres em 18 de julho de 1992, filha de pais escoceses da cidade de Bishopbriggs, que mais tarde inspirou seu nome artístico. Com quatro anos, ela se mudou para Tóquio com sua família. Ela cantou em público pela primeira vez em um bar de karaokê em Tóquio e percebeu que queria ser uma artista. Crescer com as tradições do bar de karaokê da cidade e ouvir música que varia de músicos da Motown a The Beatles em casa também a inspirou a buscar a música. Ela começou a escrever suas próprias músicas aos sete anos de idade e as tocava para sua família. Ela se mudou para Hong Kong aos 10 anos, onde viveu até os 18 anos. Ela continuou a seguir a música ao longo de sua juventude, participando de vários shows e apresentações de talentos da escola. Depois de se formar na Escola Internacional de Hong Kong, ela se mudou para Los Angeles e estudou no Instituto de Músicos.

## Carreira

### 2015-2017: Estréia de singles e EP
Depois de se mudar para Los Angeles, Briggs escreveu e tocou por toda a cidade em qualquer lugar que pudesse, eventualmente gravando seu primeiro single "Wild Horses" em julho de 2015. Muitos ouvintes encontraram Briggs via Shazam ao assistir um comercial da Acura que apresenta a música. No final de 2015, "Wild Horses" começou a subir novamente nas paradas, entrando entre os 30 melhores na parada de músicas alternativas da Billboard e os 13 melhores nas paradas de artistas emergentes da Billboard no Twitter.
Em janeiro de 2016, Briggs lançou o single "River". A música foi um sucesso comercial. A música alcançou o número 1 nas paradas populares da Hype Machine e nos US Viral 50 do Spotify e #2 no Global Viral 50. Também recebeu uma Menção Honrosa nas canções previstas para o verão de 2016 de Shazam, que foram apresentadas na Billboard. "River" subiu para o top 3 da parada Billboard Alternative Songs e para o top 10 da Billboard Hot Rock, Rock Airplay e paradas de artistas emergentes do Twitter.
Em maio de 2016, ela lançou seu terceiro single, "The Way I Do". Ela foi a banda de abertura do Coldplay no outono de 2016 em nove de suas datas de turnê, e também abriu para o Kaleo durante sua turnê de outono. Briggs estreou na televisão em 1 de agosto de 2016, apresentando "River" no The Tonight Show, estrelado por Jimmy Fallon. Ela lançou seu quarto single, "Pray (Empty Gun)" em 12 de agosto de 2016. A música foi apresentada no final da 2ª temporada do programa Scream da MTV. Em 23 de setembro de 2016, Briggs lançou o single "Be Your Love". Seu primeiro lançamento físico foi um EP de vinil de 12", com uma edição limitada de 1.200 cópias, lançado no Record Store Day Black Friday em 2016.
Em dezembro de 2016, Briggs lançou o vídeo oficial de "Wild Horses" pela W Magazine.
Bishop Briggs estreou no palco principal no Panorama Festival de 2017 em Nova York e tocou no Coachella 2017. Briggs contribuiu para a trilha sonora de xXx: Return of Xander Cage com sua música "Mercy". Ela participou da música "So Tied Up", do Cold War Kids, lançada em março de 2017.
O EP auto-intitulado de Briggs foi relançado digitalmente em 14 de abril de 2017, apresentando quatro músicas lançadas no EP de vinil e duas músicas inéditas, "Dark Side" e "The Fire".

### 2018:Church of Scars
Em fevereiro de 2018, a Republic Records lançou a versão cover de Briggs do hit de 1988 do INXS "Never Tear Us Apart" como um único trecho da trilha sonora do filme Fifty Shades Freed, que ela também cantou como parte de um dueto na temporada 16 do American Idol.
O álbum de estréia de Briggs, Church of Scars, foi lançado em 20 de abril de 2018.

### 2019:Champion
Em outubro de 2019, Briggs lançou três músicas como singles ("Champion", "Tattooed On My Heart" e "Jekyll & Hide") de seu segundo álbum de estúdio, Champion. Em novembro, Briggs lançou a música "Someone Else" como parte do álbum. O álbum foi lançado em 8 de novembro.

### 2020 - 2023:When Everything Went Dark
Briggs lançou várias canções em resposta à morte de sua irmã mais velha e empresária Kate McLaughlin, que morreu de câncer de ovário aos 30 anos em janeiro de 2021. Isso incluiu suas canções "High Water" e "Art of Survival". Ela cantou "High Water" no The Late Show da CBS com James Corden.
Em maio de 2022, ela se apresentou no Coachella durante o terceiro trimestre de gravidez, e em agosto anunciou o nascimento de seu primeiro filho. O single "superhuman", lançado em outubro de 2022, foi uma carta de amor para seu filho. Também em 2022, sua faixa "Revolution" foi incluída como a segunda faixa na trilha sonora da NHL 23 da EA Games; e sua faixa "Lessons of the Fire" foi a faixa principal da série Netflix "Devil In Ohio".
Em 21 de outubro de 2022, "superhuman" foi apresentada na Times Square como parte da campanha "Rise To" "convidando jovens mentes brilhantes a continuar a transformar oportunidades em ação enquanto eles enfrentam os problemas mais urgentes do mundo".
Em maio de 2023, uma turnê de outono de Bishop Briggs e MisterWives foi anunciada: "Don't Look Down Tour". Briggs também competiu na nona temporada de The Masked Singer como "Medusa", onde ela venceu a temporada, tornando-a a primeira cantora britânica e internacional a vencer e a mais jovem vencedora na história do show aos 30 anos de idade, batendo o recorde de Teyana Taylor como "Firefly" na sétima temporada. 
Em 23 junho de 2023, seu extended play When Everything Went Dark  foi lançado pela Arista Records, que inclui os singles "Baggage", "superhuman" e "High Water".

## Músicas
Briggs afirmou que frequentemente usa piano ao escrever músicas.

## Discografia

### Álbuns de Estúdio
| Título                     | Detalhes                                                                                             | Posições em Charts | Posições em Charts | Posições em Charts | Posições em Charts | Posições em Charts | Posições em Charts |
| Título                     | Detalhes                                                                                             | AUS                | SWI                | CAN                | US                 | US Alt.            | US Rock            |
| -------------------------- | --- | ------------------ | ------------------ | ------------------ | ------------------ | ------------------ | ------------------ |
| Church of Scars            | - Lançado: 20 de abril de 2018 - Gravadora: Island - Formato: CD, Download digital, streaming, vinil | 91                 | 90                 | 56                 | 29                 | 5                  | 5                  |
| Champion                   | - Lançado: 8 de novembro de 2019 - Gravadora: Island - Formato: Download digital, streaming          | —                  | —                  | —                  | —                  | —                  | —                  |
| Tell My Therapist I'm Fine | - Lançado: 18 de outubro de 2024 - Gravadora: Island - Formato: Download digital, streaming          | —                  | —                  | —                  | —                  | —                  | —                  |

### EPs
| Título                    | Detalhes                                                                                    | Posição em Charts | Posição em Charts |
| Título                    | Detalhes                                                                                    | US Rock           | US Heat.          |
| ------------------------- | ------------------------------------------------------------------------------------------- | ----------------- | ----------------- |
| Bishop Briggs             | - Lançado: 25 de novembro de 2016 - Gravadora: Island - Formato: Vinil                      | —                 | —                 |
| Bishop Briggs - EP        | - Lançado: 14 de abril de 2017 - Gravadora: Island - Formato: Download digital, CD, cassete | 46                | 5                 |
| When Everything Went Dark | - Lançado: 23 de junho de 2023 - Gravadora: Arista - Formato: Download digital, CD, cassete | —                 | —                 |

### Singles
| Título                                 | Ano  | Posição em Charts | Posição em Charts | Posição em Charts | Posição em Charts | Posição em Charts | Certificações    | Álbum                      |
| Título                                 | Ano  | US Alt.           | US Rock           | US Rock Airplay   | CAN Rock          | SCO               | Certificações    | Álbum                      |
| -------------------------------------- | ---- | ----------------- | ----------------- | ----------------- | ----------------- | ----------------- | ---------------- | -------------------------- |
| "Wild Horses"                          | 2015 | —                 | —                 | —                 | —                 | —                 |                  | Bishop Briggs              |
| "River"                                | 2016 | 3                 | 10                | 5                 | 12                | 76                | - RIAA: Platinum | Bishop Briggs              |
| "The Way I Do"                         | 2016 | —                 | —                 | —                 | —                 | —                 |                  | Bishop Briggs              |
| "Pray (Empty Gun)"                     | 2016 | —                 | —                 | —                 | —                 | —                 |                  | Bishop Briggs              |
| "Be Your Love"                         | 2016 | —                 | 39                | —                 | —                 | —                 |                  | Bishop Briggs              |
| "Wild Horses" (re-release)             | 2016 | 17                | 21                | 30                | 38                | —                 |                  | Bishop Briggs              |
| "The Way I Do" (re-release)            | 2017 | —                 | —                 | —                 | —                 | —                 |                  | Bishop Briggs              |
| "Hi-Lo (Hollow)"                       | 2017 | —                 | —                 | —                 | —                 | —                 |                  | Church of Scars            |
| "Dream"                                | 2017 | 25                | 30                | 41                | 45                | —                 |                  | Church of Scars            |
| "Never Tear Us Apart"                  | 2018 | —                 | 18                | —                 | —                 | —                 |                  | Fifty Shades Freed         |
| "White Flag"                           | 2018 | 16                | 25                | —                 | —                 | 88                |                  | Church of Scars            |
| "Baby"                                 | 2018 | 29                | —                 | —                 | —                 | —                 |                  | Champion                   |
| "Champion"                             | 2019 | 22                | 20                | —                 | 39                | —                 |                  | Champion                   |
| "Tattoed on My Heart"                  |      | —                 | —                 | —                 | —                 | —                 |                  | Champion                   |
| "Jekyll & Hide"                        |      | —                 | 47                | —                 | —                 | —                 |                  | Champion                   |
| "We Will Rock You"                     | 2020 | —                 | —                 | —                 | —                 | —                 | —                |                            |
| "Higher"                               | 2020 | —                 | —                 | —                 | —                 | —                 | —                |                            |
| "Walk You Home"                        | 2020 | —                 | —                 | —                 | —                 | —                 | —                |                            |
| "Someone Else" (featuring Jacob Banks) | 2021 | —                 | —                 | —                 | —                 | —                 | —                | Champion                   |
| "High Water"                           | 2022 | —                 | —                 | —                 | —                 | —                 | —                | When Everything Went Dark  |
| "Art of Survival"                      | 2022 | —                 | —                 | —                 | —                 | —                 | —                |                            |
| "Revolution"                           | 2022 | —                 | —                 | —                 | —                 | —                 | —                |                            |
| "Superhuman"                           | 2022 | —                 | —                 | —                 | —                 | —                 | —                | When Everything Went Dark  |
| "Cheer"                                | 2022 | —                 | —                 | —                 | —                 | —                 | —                |                            |
| "Baggage"                              | 2023 | —                 | —                 | —                 | —                 | —                 | —                | When Everything Went Dark  |
| "Triumph"                              | 2024 | —                 | —                 | —                 | —                 | —                 | —                |                            |
| "Mona Lisa On A Mattress"              | 2024 | —                 | —                 | —                 | —                 | —                 | —                | Tell My Therapist I'm Fine |
| "Good For Me"                          | 2024 | —                 | —                 | —                 | —                 | —                 | —                | Tell My Therapist I'm Fine |
| "My Serotonin"                         | 2024 | —                 | —                 | —                 | —                 | —                 | —                | Tell My Therapist I'm Fine |

### Contribuições
| Título                                           | Ano  | Posição em Chart | Posição em Chart | Posição em Chart | Álbum       |
| Título                                           | Ano  | US Alt           | US Rock          | CAN Rock         | Álbum       |
| ------------------------------------------------ | ---- | ---------------- | ---------------- | ---------------- | ----------- |
| "So Tied Up" (Cold War Kids feat. Bishop Briggs) | 2017 | 12               | 28               | 48               | L.A. Divine |
| "friends*" (Moby Rich & Bishop Briggs)           | 2020 | —                | —                | —                |             |

## Prêmios e indicações
| Ano  | Premiação                 | Categoria          | Resultado |
| ---- | ------------------------- | ------------------ | --------- |
| 2018 | MTV Europe Music Awards   | Cantora Revelação  | Indicada  |
| 2019 | Music Moves Europe Awards | Melhor Artista Pop | Venceu    |